# Okręg wyborczy Szkocja
Okręg wyborczy Szkocja – okręg wyborczy do Parlamentu Europejskiego (PE), o granicach obejmujących całą Szkocję. Został utworzony w 1999 roku w ramach reformy sposobu wybierania brytyjskiej delegacji do PE. Pierwotnie liczył 8 mandatów, w 2004 został zmniejszony do 7 mandatów, zaś od 2009 wybieranych jest w nim sześciu europosłów. Stosowana jest ordynacja proporcjonalna i metoda D’Hondta.

## Przedstawiciele w kadencji 2009-2014
| imię i nazwisko   | przynależność polityczna | rok pierwszego wyboru do PE |
| ----------------- | ------------------------ | --------------------------- |
| Ian Hudghton      | Szkocka Partia Narodowa  | 1998                        |
| Alyn Smith        | Szkocka Partia Narodowa  | 2004                        |
| George Lyon       | Liberalni Demokraci      | 2009                        |
| Struan Stevenson  | Partia Konserwatywna     | 2004                        |
| David Martin      | Partia Pracy             | 1984                        |
| Catherine Stihler | Partia Pracy             | 1999                        |